# سان بابلو (بحيرة)
بحيرة سان بابلو )بالإسبانية Lago San Pablo) هي بحيرة تقع في مقاطعة إمبابورا في الإكوادور.

## الوصف
تقع على ارتفاع 2700 متر فوق مستوى سطح البحر. ويبلغ عمقها التقريبي 83 متر. 